# De Parade (Eindhoven)
De Parade is een in 2008 voltooide woontoren in het stadsdeel Woensel-Zuid in Eindhoven.
Het gebouw is een ellipsvormige toren die voornamelijk dienstdoet als woonfunctie voor 55-plussers, maar ook een bedrijfsfunctie heeft. De toren beschikt over een eigen parkeergelegenheid en heeft 47 appartementen. De appartementen hebben een woonoppervlakte, exclusief het buitengedeelte, van 125 m² tot 174 m².
Het entreegebied heeft een hoogte van 7,5 meter en wordt gekenmerkt door betonnen kolommen met deze hoogte. Bovenop deze kolommen is de derde verdiepingsvloer gesitueerd. Deze vloer heeft een dikte van 1,40 meter, benodigd voor de stabiliteit van het gehele gebouw. Op de tussenverdieping bevindt zich een lounge voor bewoners en bezoekers.
Het gebouw is op een bijzondere wijze gebouwd. De aannemer heeft ervoor gekozen de ellipsvormige betonelementen op de begane grond van het bouwterrein te voorzien van de complete gevel (metselwerk, kozijnen, glas). Hierdoor kon hij in 7 à 8 kalenderdagen één bouwlaag bouwen.

## Foto's

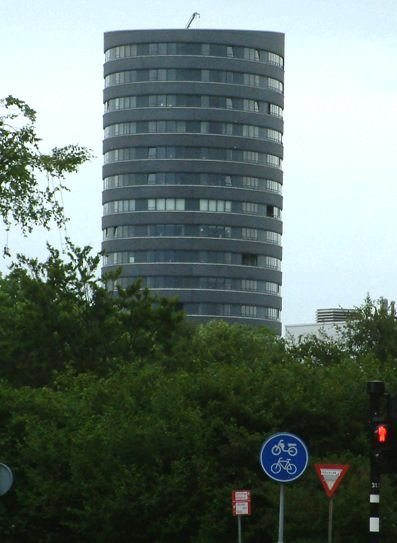
Vanaf de straat
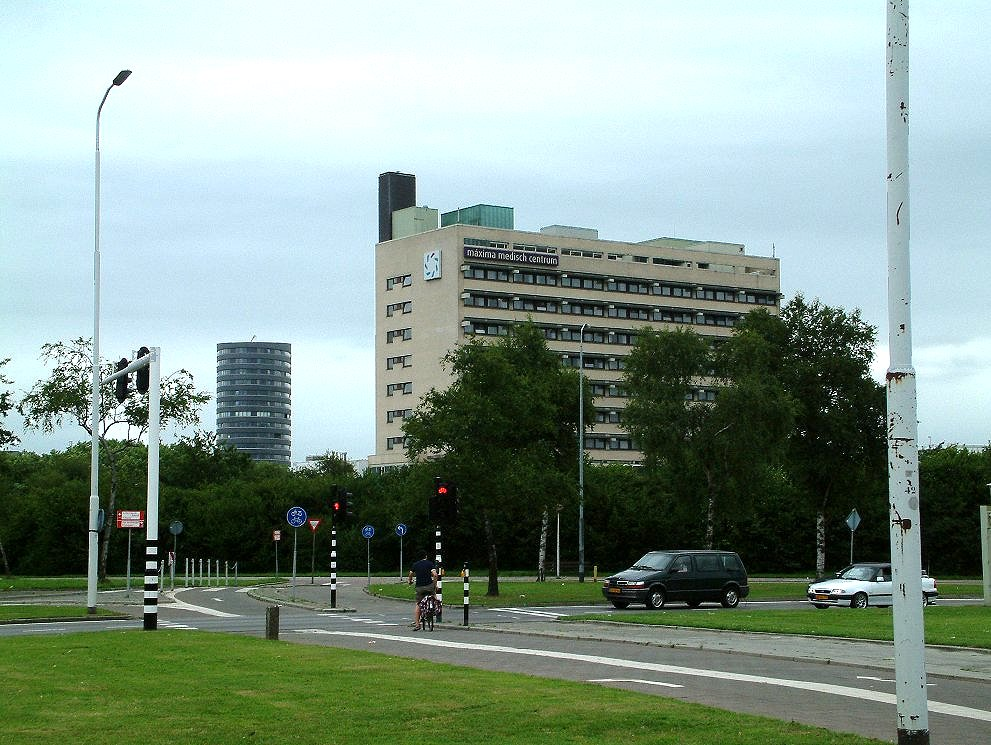
Van verder af
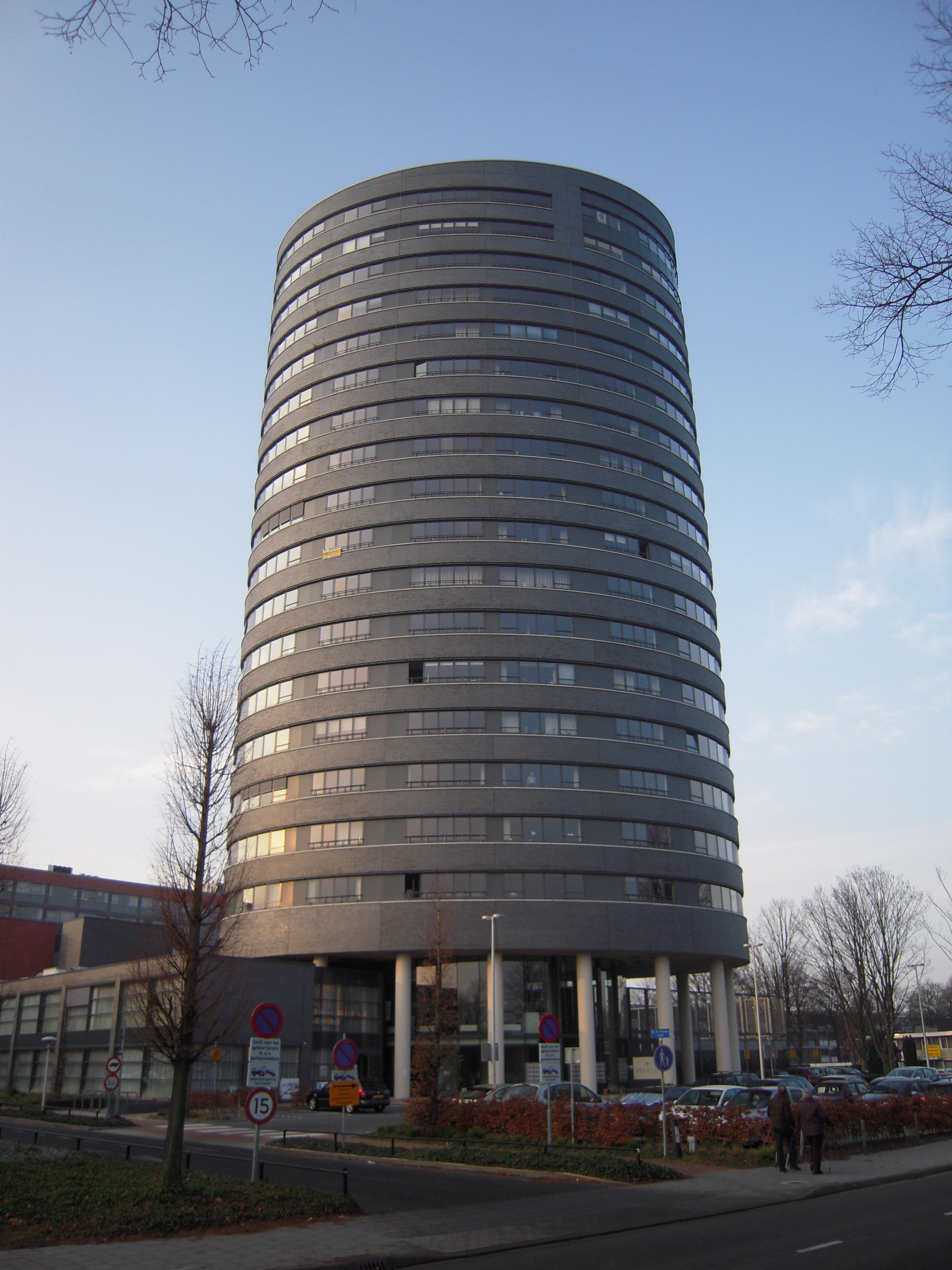
Oostzijde met ingang